# داريل آدامز
داريل آدامز (بالإنجليزية: Darrell Adams)‏ هو لاعب كرة قدم أمريكية ولاعب كرة القدم الكندية أمريكي، ولد في 16 سبتمبر 1983 في جامايكا ‏ في الولايات المتحدة.

## وصلات خارجية
- داريل آدامز على موقع JustSportsStats.com (الإنجليزية)